# Asamblea Nacional de Baréin
La Asamblea Nacional de Baréin ( en árabe: المجلس الوطني البحريني‎    ) es el nombre de ambas cámaras del parlamento de Baréin cuando se reúnen en sesión conjunta, tal como se establece en la Constitución de 2002. 
Tiene 80 escaños formados por los 40 miembros electos del Consejo de Representantes (la cámara baja) y los 40 miembros designados por el rey del Consejo de la Shura (la cámara alta). 
Está presidido por quien presida el Consejo de Representantes o por quien presida el Consejo Consultivo si el primero está ausente.

## Últimas elecciones
Las últimas elecciones se celebraron el 28 de noviembre y el 1 de diciembre de 2018. La oposición quedó al margen del proceso mientras que el gobierno insiste que son democráticas.

## Asamblea Nacional bajo la constitución de 1973
Según la Constitución de 1973 ( artículo 43 ), la Asamblea Nacional era un parlamento unicameral integrado por cuarenta miembros elegidos por "sufragio universal". Sin embargo, el entonces emir, Shaikh Isa ibn Salman Al Khalifah decretó que las mujeres no serían consideradas como "sufragio universal" y no se les permitía votar en las elecciones parlamentarias de 1973.

## Historia de la Asamblea Nacional de Baréin
La primera Asamblea Nacional en Baréin fue elegida en 1973 de conformidad con los estatutos de la primera constitución que se promulgó ese mismo año. En 1975, el entonces Emir Shaikh Isa ibn Salman al-Khalifa disolvió la Asamblea porque se negó a aprobar la Ley de Seguridad del Estado patrocinada por el gobierno de 1974. Posteriormente, el Emir no permitió que la Asamblea se reuniera de nuevo ni celebrara elecciones durante su vida. 
Después de la muerte de Isa ibn Salman al-Khalifa en 1999, su hijo Shaikh Hamad ibn Isa al-Khalifah, el nuevo gobernante de Baréin, promulgó la Constitución de 2002 . Ese mismo año se celebraron elecciones para el Consejo de Representantes y se designó a los miembros del Consejo Consultivo, formando la primera Asamblea Nacional desde 1975. 

## Presencia de mujeres en la Asamblea
La Constitución de 2002 establece el derecho al voto de las mujeres. Las mujeres lograron una representación histórica del 15 % en el Consejo de Representantes, en la elección directa, logrando seis escaños en las elecciones celebradas en 2018. En 2006 sólo una de las 18 candidatas logró un escaño. Una mujer preside desde diciembre de 2018 por primera vez el Consejo de Representantes, la periodista Fawzia Zainal. logrando ser elegida con 25 votos de los 40 del Consejo. Fue la primera vez en la historia en Baréin que una mujer preside el Consejo y la segunda vez en la historia de los países del golfo ya que en 2015 en Emiratos Árabes Unidos Amal al-Qubaise fue elegida presidenta del Consejo Federal Nacional.